# Goldie Loc
Keiwan Deshawn Spillman (född 16 januari i Long Beach, Kalifornien) mer känd under sitt artistnamn Goldie Loc är en amerikansk rappare. Han var tidigare med i gruppen Tha Eastsidaz tillsammans med Snoop Dogg och Tray Deee. Han är nu med i gruppen The Warzone tillsammans med MC Eiht och Kam. Han har släppt två stycken soloalbum. 

## Album
| Information                                                            |
| ---------------------------------------------------------------------- |
| Still Eastsidin' - Released: 4 oktober 2004 - Label: TVT Records       |
| Loc'd Out - Released: 15 mars 2005 - Label: 33rd Street Records        |
| Eastsideridaz - Released: 21 november 2007 - Label: Doggystyle Records |

## Filmografi
- Baby Boy - 2001